# Network Control Protocol
Network Control Protocol (NCP) byl protokol prostřední vrstvy protokolového zásobníku běžícího na počítačích připojené k síti ARPANET, předchůdci moderního internetu. 
NCP předcházel protokolu TCP, který se používá dnes. NCP byl simplexním protokolem, který musel využívat dva porty a dvě spojení, aby mohl zajistit obousměrnou komunikaci. Pro každé spojení aplikační vrstvy zde byl vyhrazeno jedno sudé a jedno liché číslo portu. Během standardizace protokolů TCP a UDP bylo docíleno snížení potřeby čísel portů z dvou simplexních portů na jeden duplexní.

## Změna na TCP/IP
Prvního ledna roku 1983 byl protokol NCP oficiálně prohlášený za zastaralý, když ARPANET změnil své hlavní síťové protokoly z NCP na flexibilnější a rychlejší protokoly TCP/IP, čímž byl položen základ moderního internetu.